# Държавно устройство на Нигер
Нигер е полупрезидентска република с военна диктатура.

## Президент
Президентът на Нигер е държавен глава, избиран за срок от 5 години.

## Законодателна власт
Законодателният орган на Нигер е еднокамарен парламент - народно събрание, съставено от 113 депутати, избирани за срок от 5 години. Избирателната бариера е 5 процента.